# Afonso de Paiva
Afonso de Paiva (ur. ok. 1460, zm. ok. 1490), dworzanin portugalski pochodzący z Wysp Kanaryjskich, często wysyłany w tajnych misjach dyplomatycznych do Afryki Północnej, dzięki znajomości języka arabskiego oraz tamtejszych terenów. Wraz z Pedro de Covilhão wyruszył na polecenie króla Jana II, aby odnaleźć legendarne chrześcijańskie państwo Księdza Jana. 
Rozstał się ze swym towarzyszem w Adenie i od tego momentu  wszelki ślad po nim zaginął. Pedro de Covilhão nie odnalazł Paivy w Kairze, gdzie mieli umówione spotkanie około 1490. Prawdopodobnie Afonso de Paiva zginął podczas samotnej podróży w kierunku kraju Księdza Jana, którym okazała się Etiopia.